# RJ Cyler
Ronald Cyler II, meglio conosciuto come RJ Cyler (Jacksonville, 21 marzo 1995), è un attore statunitense.
È noto principalmente per essere stato il coprotagonista del film Quel fantastico peggior anno della mia vita.

## Biografia
Cyler è nato a Jacksonville, in Florida, figlio di Katina, una cuoca, e Ronald Cyler, un camionista. Nel 2013 si è trasferito con la famiglia a Los Angeles. La carriera di Cyler è iniziata nel 2013, anno in cui è apparso nel cortometraggio Second Chances.
Nel 2015 ha debuttato al cinema come coprotagonista del film drammatico Quel fantastico peggior anno della mia vita, tratto dall'omonimo romanzo di Jesse Andrews, accanto a Olivia Cooke e Thomas Mann. Il film è stato diretto da Alfonso Gomez-Rejon e ha avuto la sua anteprima mondiale al Sundance Film Festival 2015, ricevendo un buon successo di critica.

## Filmografia

### Cinema
- Second Chances, regia di Rondell Sheridan – cortometraggio (2013)
- Quel fantastico peggior anno della mia vita (Me & Earl & the Dying Girl), regia di Alfonso Gomez-Rejon (2015)
- Power Rangers, regia di Dean Israelite (2017)
- War Machine, regia di David Michôd (2017)
- Cocaine - La vera storia di White Boy Rick (White Boy Rick), regia di Yann Demange (2018)
- Sierra Burgess è una sfigata (Sierra Burgess Is a Loser), regia di Ian Samuels (2018)
- The Harder They Fall, regia di Jeymes Samuel (2021)
- Emergency, regia di Carey Williams (2022)
- The Book of Clarence, regia di Jeymes Samuel (2023)

### Televisione
- Vice Principals – serie TV, 4 episodi (2016-2017)
- I'm Dying Up Here - Chi è di scena? (I'm Dying Up Here) – serie TV (2017-2018)
- Scream – serie TV (2019)
- Black Lightning - serie TV (2018-2019)

## Riconoscimenti
- 2015 – Teen Choice Awards[4]
  - Candidatura alla Miglior intesa in un film con Thomas Mann per Quel fantastico peggior anno della mia vita
- 2015 – San Diego Film Critics Society Awards[5]
  - Candidatura come Miglior attore non protagonista per Quel fantastico peggior anno della mia vita
- 2016 – Black Reel Awards[6]
  - Candidatura come Miglior rivelazione maschile per Quel fantastico peggior anno della mia vita
- 2016 – Critics' Choice Movie Award[7]
  - Candidatura come Miglior giovane interprete per Quel fantastico peggior anno della mia vita

## Doppiatori italiani
Nelle versioni in italiano dei suoi film, RJ Cyler è stato doppiato da:
- Gabriele Patriarca in The Harder They Fall, Black Lightning
- Manuel Meli in Quel fantastico peggior anno della mia vita
- Alex Polidori in Power Rangers
- Simone Crisari in War Machine
- Andrea Oldani in I'm Dying Up Here - Chi è di scena?
- Federico Bebi in Sierra Burgess è una sfigata